# Kollektiver Akteur
Der Begriff kollektive Akteure beschreibt in der Soziologie Individuen (Akteure), die gemeinsam eine soziale Handlung tätigen, um gemeinsame Interessen zu verfolgen, ein Ziel zu erreichen oder etwas zu produzieren. Die gemeinsamen Interessen verbinden die einzelnen Individuen zu einem Kollektiv, die Handlung selbst wird als kollektive Handlung bezeichnet.
Eine kollektive Aktion kann verschiedene Formen und Ausprägungen annehmen. Die Bezeichnung reicht von sozialen Bewegungen zur Durchsetzung partikulärer Rechte oder Reformen, bis hin zu revolutionären Umwandlungsprozessen durch eine gewaltbereite Masse.
Relevant für die mikrosoziologische Analyse sind die kollektiven Akteure. Deren gemeinsames Handeln ist der Kern der kollektiven Aktion und jeder einzelne Akteur trägt in unterschiedlicher Intensität zur gesamten Dynamik, zum Verlauf und zum Ergebnis der kollektiven Aktion bei. Gemeinsam gesetzte Ziele können sich durch die permanente soziale Interaktion verschieben, verändern oder durch neue Ziele ersetzt werden. Die Sozialität der Akteure lässt keinen Stillstand zu. Das gilt auch dann, wenn Kosten-Nutzen-Abwägungen oder die Konstitution von Normen und Werten innerhalb eines Handlungskollektivs zum Tragen kommen.
Einige soziologische Akteursmodelle haben diesen Umstand vernachlässigt. Dies gilt vor allem für Theorien, die soziales Handeln rational begründen, wie zum Beispiel das rational choice Modell. Eine wichtige Rolle bei der Erklärung kollektiven Handelns spielt die Soziologie Émile Durkheims. In seiner Schule finden sich Erklärungen für „nicht-rationale kollektive Bildungen anti-individualistischer Solidaritätsbeziehungen“, die von der Weberschen Handlungstheorie oder der Dahrendorfschen Rollentheorie nicht erklärt werden. Der Verlust eines Teils Individualität im Zuge der Kollektivität führt nicht zum Identitätsverlust, sondern im Gegenteil: die individuelle Identität wird durch die Entstehung einer kollektiven Identität interaktiv gebildet und gestärkt.
Daher ist diese Perspektive bedeutsam, wenn soziologisch erklärt werden will, warum sich soziale Akteure zu einem handelnden Kollektiv zusammenschließen.

## Unterteilung
Kollektive Akteure können in vier Typen von Akteuren unterteilt werden: Verbände, Koalitionen, Soziale Bewegungen und Clubs.
Ein Unterscheidungsmerkmal kollektiver Akteure ist das Ausmaß, in dem Verfügungsrechte über die Handlungsressourcen im Besitz der einzelnen Mitglieder sind oder "kollektiviert" wurden und der Verfügungsgewalt des kollektiven Akteurs unterliegen. In letzterem Fall braucht es interne bürokratische Strukturen und definierte Hierarchien.
Verbände und Clubs zeichnen sich durch eine solche Kollektivierung der Handlungsressourcen aus, während soziale Bewegungen oder Koalitionen auf die freiwillige Kooperation all ihrer Mitglieder angewiesen sind. Entscheidungen können bei letzteren nur durch Verhandeln (Koalitionen) und per Konsens (Soziale Bewegung) getroffen werden, während in Verbänden und Clubs Mehrheitsentscheide möglich sind.
Ein weiteres Unterscheidungsmerkmal ist, ob die Mitglieder eines kollektiven Akteurs gemeinsame oder separate Ziele verfolgen. Im Prinzip gilt für alle kollektiven Akteure, dass deren Ziele von den Präferenzen der Mitglieder abhängig sind. Diese können sich aber entweder auf die separaten Absichten der Mitglieder beziehen (Clubs oder Koalitionen) oder auf Ziele, die nur auf der Ebene des Kollektivs definiert werden (Soziale Bewegungen und Verbände).

## Soziale Bewegungen
Eine soziale Bewegung ist ein Zusammenschluss sozialer Akteure, die außerhalb des gesellschaftlich etablierten Bereichs kollektiv handeln, um ein gemeinsames Ziel zu erreichen. Sie unterscheiden sich durch ihre außerinstitutionelle Positionierung von der formalen Organisation. Die Grenzen zwischen sozialen Bewegungen und formalen Organisationen verlaufen jedoch nicht trennscharf, weil sie in historischen Prozessen oft ineinander übergehen. Ein gutes Beispiel hierfür ist die Gewerkschaftsbewegung, die als illegale Arbeiterbewegung mit wilden Streiks begann, und inzwischen in vielen industrialisierten Gesellschaften zur formalen Institution geworden ist.
Soziale Bewegungen können kleine Gruppierungen oder Massenbewegungen sein. Sie können von kurzer Dauer oder sehr langlebig sein. Sie sind erfolgreich, wenn sie ihre Ziele erreichen und Reformen erwirken, oder wenn sie als Ganzes institutionalisiert werden.

## Kollektive und korporative Akteure
Nicht jede Form kollektiven Handelns wird von kollektiven Akteure getätigt. Es gibt die Unterscheidung zu korporativen Akteuren. Diese agieren zwar auch als Gruppe, aber deren Aktionen liegen andere Handlungsmotiven und Rahmenbedingungen zu Grunde. Kollektive Akteure beziehen sich auf soziale Bewegungen, korporative Akteure sind formale Organisationen.
Nicht jeder sozialer Bewegung (kollektiv) oder Organisation (korporativ) wird eine soziologische Akteursbegrifflichkeit zugesprochen. In manchen Definitionen, die sich eher an individuellen Akteursmodellen orientieren, wird die gemeinsame Zielsetzung noch nicht als ausreichend angesehen, um von einer Handlung zu sprechen. Dennoch werden auch in diesen Modellen kollektive und korporative Akteure als sozial handelnd und soziologisch relevant betrachtet, weil sie zumindest teilweise nach Rollenerwartungen handeln.
Anders als der korporative Akteur ist der kollektive Akteur von den Präferenzen und Interessen der Mitglieder abhängig; die Entscheidungen können nicht von oben diktiert werden.

## Kollektive Akteure und Emotionen
Emotionen können ein wichtiger Handlungsantrieb kollektiver Akteure sein. Ein gemeinsames Ziel kann an individuelle Emotionen gebunden sein, die kollektive Überschneidungen aufweisen. Darüber hinaus kann die kollektive Aktion zu neuen Emotionen führen. Zum Beispiel kann durch den gemeinsamen Kampf für eine gemeinsame Sache ein Gefühl der Solidarität zwischen den kollektiven Akteuren entstehen. Im Gegensatz dazu kann sich in einem handelnden Kollektiv der Hass auf ein gemeinsames Feindbild entwickeln oder verstärken.
Der Forschungsfokus in der Soziologie im Hinblick auf die kollektive Konstitution von Emotionen liegt bislang hauptsächlich auf religiösen Gemeinschaften.

## Kollektives Bewusstsein
Für ein kollektives Handeln ist eine kollektive Identität der Akteure notwendig. Voraussetzung für Identität ist Bewusstsein, das kann für Kollektive ebenso wie für Individuen geltend gemacht werden. Seit Emile Durkheim wird in der Soziologie soziale Ordnung anhand Kollektivität erklärt. Normen und Werte werden dank ihm auf kollektive Vorstellungen zurückgeführt.
Durkheim definiert ein Kollektivbewusstsein, das aus Solidarität resultiert. Solidarität meint im Durkheimschen Sinne, ein Zusammenwirken der individuellen Psychen, das zu einem gemeinsamen System von Werten und Gefühlen führt, das nicht mehr auf die einzelnen Akteure zurückzuführen ist. Dieses Kollektivbewusstsein ist nicht nur Bindemittel für jede Form von Gesellschaft und Grundstein sozialer Ordnung, sondern kann auch als Voraussetzung für die Existenz kollektiver Akteure betrachtet werden.

## Kollektives Gedächtnis
Ein Bestandteil des kollektiven Bewusstseins ist das kollektive Gedächtnis. Es dient den kollektiven Akteuren – vor allem bei länger andauernden Verbindungen – zur Orientierung. Es kommt vor allem bei politischen Bewegungen zum Tragen, da es weltanschauliche Werte Haltungen zu historischen Ereignissen transportiert.
Die Theorie des kollektiven Gedächtnisses wurde von Maurice Halbwachs entwickelt. Wie die kollektive Identität ist das kollektive Gedächtnis keine Summe der individuellen Wahrnehmungen, sondern das Ergebnis ihrer Verschmelzungen, das eine neue autonome Form annimmt, die nicht mehr auf einzelne individuelle Erinnerungen rückführbar ist.
Im Gegensatz zur biographischen, persönlichen Erinnerung behält das kollektive Gedächtnis nur den Teil der Vergangenheit, der im kollektiven Bewusstsein der jeweiligen Gruppe enthalten ist. Die kollektiven Akteure betrachten sich in ihrem kollektiven Gedächtnis aus dem Inneren des Kollektivs und während eines bestimmten Zeitabschnitts. Die persönlichen Erinnerungen sind somit ein soziales Konstrukt und erhalten erst im Kontext mit den kollektiven Erinnerungen ihren subjektiven Sinn.
Das kollektive Gedächtnis als Bestandteil des kollektiven Bewusstseins ist somit ein wirksames Beispiel dafür, dass kollektive Akteure durch individuelle Akteure gebildet werden und somit nicht losgelöst voneinander betrachtet werden können.